# Fabiano Souza
Luiz Fabiano de Souza (Rubim, 18 de março de 1975) é um ex-futebolista brasileiro que atuava como atacante.
É considerado um dos maiores carrascos do futebol gaúcho. Fez muitos gols em Grenais e se consagrou como o Homem Grenal.

## Carreira
Fabiano começou tarde para os padrões do futebol, aos 17 anos de idade. Trabalhava em uma fábrica de rações e jogava futebol por lazer, quando ficou sem emprego e foi levado por um amigo para as categorias de base do Sertãozinho.
Após passar por XV de Jaú e Juventus-SP, foi contratado pelo Internacional de Porto Alegre em 1996, onde destacaria-se no ano seguinte.
Em 2 de julho de 1997, foi o autor do gol que deu o título do Campeonato Gaúcho ao Internacional, num Grenal disputado no Estádio Beira-Rio. Depois, entrou para a história do clube quando, no dia 24 de agosto do mesmo ano, em pleno Estádio Olímpico, diante de mais de 33 mil torcedores, comandou seu time na histórica goleada de 5–2 sobre o rival Grêmio, anotando duas vezes na partida válida pelo Brasileirão. A identificação da torcida colorada com o jogador acabou rendendo-lhe o apelido originado do grito da torcida: "Uh Fabiano".
Após quatro anos jogando no Colorado, o atacante teve uma rápida passagem pelo São Paulo em 2001, onde foi campeão do torneio Rio-São Paulo, para então retornar ao Internacional.
Teve uma passagem pelo Santos em 2002.
Fez sua despedida dos gramados no dia 7 de dezembro de 2011, onde reuniu o time de 1997 contra os amigos de Leandro Damião num jogo realizado no estádio Beira-Rio. O jogo terminou em 8–6, para o time de Fabiano, sendo que o primeiro tempo virou em 5–2, um tanto quanto sugestivo ao grande jogo de sua vida (Grenal dos 5x2). Saiu do gramado ovacionado pela torcida colorada aos gritos de "Uh, Fabiano", após fazer um gol de pênalti, já no segundo tempo do jogo.

### Trajetória no Internacional
| Jogos | Vitórias | Empates | Derrotas |
| ----- | -------- | ------- | -------- |
| 118   | 48       | 30      | 40       |

## Títulos
Internacional
- Campeonato Gaúcho: 1997 e 2002

São Paulo
- Torneio Rio-São Paulo: 2001

Santos
- Campeonato Brasileiro: 2002[11]

Atlético Nacional
- Campeonato Colombiano: 2004 (Apertura)

## Política
Em 2022, se candidatou a Deputado Federal no Rio Grande do Sul pelo PSDB. Angariou 2.139 votos, mas não conseguiu se eleger.

Em 2024, se candidatou a vereador em Porto Alegre pelo PSD, mas não obteve êxito. 